# Antheua basipuncta
Antheua basipuncta är en fjärilsart som beskrevs av George Francis Hampson 1910. Antheua basipuncta ingår i släktet Antheua och familjen tandspinnare. Inga underarter finns listade i Catalogue of Life.